# Pravomoc
Pravomoc je souhrn práv (disponovat prostředky a lidmi) a moci (nástrojů, umožňujících požadovat určité činnosti, práce atd. a uplatňovat za jejich správný výkon odměny a za nesplnění sankce) umožňující splnění delegovaných úkolů.
Pravomoc umožňuje dané pozici a osobě zastávající tuto pozici používat volnost k rozhodování, které ovlivňuje ostatní. Čím jasnější je linie pravomocí od nejvyšší pozice managementu k jakékoli podřízené pozici, tím jasnější je odpovědnost za rozhodování. Pravomoc lze rozdělit na funkcionální, liniovou a zaměstnaneckou.

## Pravomoc ve veřejné správě
Jde o oprávnění orgánu veřejné moci tuto moc v oblasti své zákonem určené působnosti vykonávat, a to např. vydáváním právních předpisů, rozhodnutí nebo jinými vrchnostenskými úkony. Vykonavatel, kterému se ze zákona dostalo takového oprávnění, má vrchnostenskou pravomoc na rozdíl od ostatních vykonavatelů, jejichž úkony jsou jiné povahy (např. konzultativní nebo služební).